# ゲリラ・マーケティング

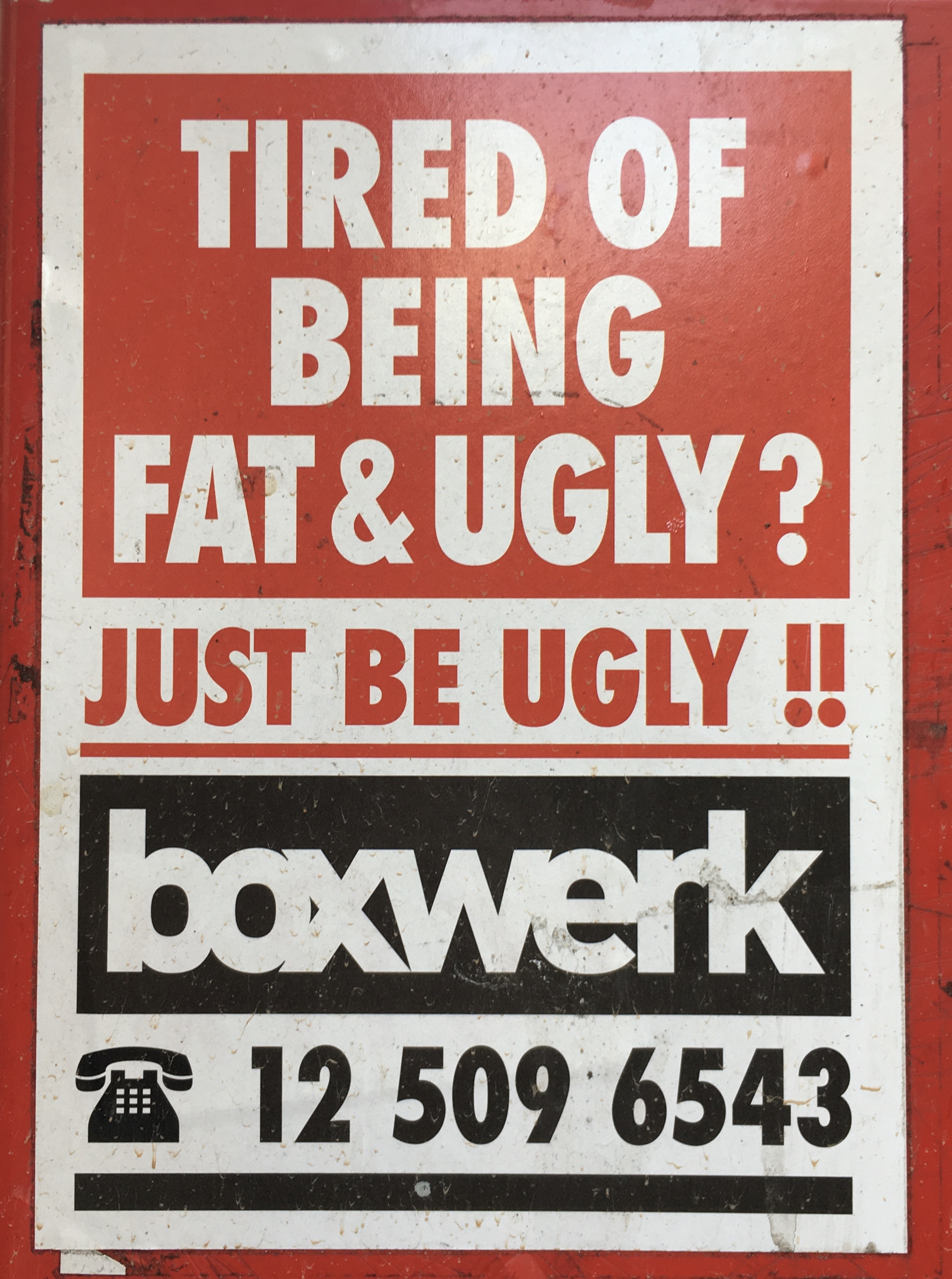
ドイツのボクシングスタジオの広告ステッカー。そのメッセージはアイロニーであり、基本的に否定的であるため、広告にとって「反典型的」とみなすことができる。

ゲリラマーケティング（げりらまーけてぃんぐ、英: Guerrilla marketing）とは、企業が商品またはサービスを宣伝するために、驚きや非従来型の相互作用を用いる広告戦略である。これはパブリシティの一種である。この用語はジェイ・コンラッド・レビンソンの1984年の著書『ゲリラマーケティング』によって普及した。
ゲリラマーケティングは、潜在的な顧客と直接接触を確立するために、複数の技術や手法を使用する。この相互作用の目的の一つは、顧客に感情的な反応を引き起こすことであり、マーケティングの最終目標は、人々が習慣とは異なる方法で製品やブランドを記憶するよう促すことである。
伝統的な広告メディアチャネル—印刷物、ラジオ、テレビ、ダイレクトメールなど—が人気を失うにつれ、マーケターや広告主は消費者に商業的メッセージを伝える新しい戦略を見つける必要に迫られてきた。ゲリラマーケティングは、消費者に驚きを与えることで製品やブランドについて劇的な印象を与えることに焦点を当てている。これによって、マーケティングされている製品についてバズマーケティングが生まれる。これは、消費者の製品やサービスへの関与を高める広告方法であり、記憶に残る体験を創出するように設計されている。記憶に残る体験を作り出すことで、消費者やキャンペーンと交流した人が友人に製品について話す可能性も高まる。このように、クチコミマーケティングを通じて、宣伝されている製品やサービスは当初予想されていたよりも多くの人々に届くことになる。
ゲリラマーケティングは比較的安価であり、頻度よりもリーチに重点を置いている。ゲリラキャンペーンを成功させるために、企業は一般的に多額の資金を費やす必要はないが、想像力、エネルギー、時間が必要である。したがって、ゲリラマーケティングは、特に大企業と競争している小企業にとって効果的な可能性がある。
消費者へのメッセージは明確で簡潔に設計されることが多い。この種のマーケティングは、購入決定がしばしば無意識の心によって行われるため、無意識の心にも作用する。製品やサービスを無意識の心に留めておくには繰り返しが必要であり、製品の周りでバズが生まれ、友人間で共有されれば、このメカニズムが繰り返しを可能にする。

## 語源と起源
「ゲリラマーケティング」という用語は、目標を達成するために非定型的な戦術を使用するゲリラ戦争に由来する。1984年、レオ・バーネットのクリエイティブディレクターであるジェイ・コンラッド・レビンソンが著書『ゲリラマーケティング』でゲリラマーケティングという用語を導入した。この用語自体は、非従来型の戦争戦術と武装した民間人によって使用される小さな戦術戦略を使用するゲリラ戦争からのインスピレーションであった。主な目標は消費者にソーシャルメディアプラットフォームを通じて製品やブランドについて話し合わせることであるため、十分な数の人々の注目を集めるには相当な想像力とエネルギーが必要となる。特に、他の企業も人々の注目を集めようと競争していることを考えると、消費者が日常的に対処しなければならない環境には著しい「混乱」が生じる可能性がある。
ゲリラマーケティングは予算の限られた中小企業に人気がある。しかし、同じ戦術はソーシャルメディアマーケティングキャンペーンを通じて競合他社と差別化しようとする大企業によっても使用されている。同様のマーケティング戦術は、求職者によっても使用されている。
ゲリラマーケティングはストリートマーケティングにも発展し、ストリートマーケティング自体も都市の通りの日常的な領域を超えた活動を含むように進化し、現在ではより新しい宣伝方法論を含んでいる。例としては、大量印刷されたチラシやアニメーションのデジタルサイネージなどがある。

## 種類

### アンビエントマーケティング
アンビエントコミュニケーションは、ほぼすべての利用可能な物理的表面を含む環境の要素に提示される広告である。これは、知性、柔軟性、そして雰囲気の効果的な使用の集大成である。このような種類の広告は、公共トイレの手乾燥機やガソリンポンプからバスの手すりやゴルフホールのカップまで、あらゆる場所で見つけることができる。

### アンブッシュマーケティング
アンブッシュマーケティングは連想型マーケティングの一形態であり、組織がイベントや物件との公式または直接的な接続を持たずに、イベントや物件と関連付けることによって生み出される認知度、注目、親善、その他の利益を活用するために使用される。
このマーケティング形態は典型的には、公式スポンサーのライバルがイベントとの関連性を構築し、自社ブランドの認知度を高めようとする主要イベントで見られることが多く、時には秘密裏に行われる。例えば、2012年ロンドンオリンピック中、フットウェアメーカーのナイキは「Greatnessを見つけよう」というスポットを作成し、「ロンドン」と呼ばれるいくつかの場所の選手を特集した（ただし、実際のロンドンを表示したりオリンピック大会に言及したりすることはなかった）。これはロンドンオリンピックとナイキの間に強い関連付けを構築することを意図していた。

### ステルスマーケティング
ステルスマーケティングは、製品やサービスをプロモーショナルに見えないよう注目を集める方法で宣伝する広告の一種である。

### バイラルマーケティング
バイラルマーケティングは、個人がマーケティングメッセージを他者に伝達する（しばしばオンラインソーシャルメディアプラットフォームを通じて）ことを奨励するあらゆる戦略を説明し、メッセージの露出と影響力において指数関数的成長の可能性を生み出す。ウイルスのように、このような戦略は急速な増殖を利用して、メッセージを数千人から数百万人に爆発的に広げる。インターネット以外では、バイラルマーケティングは「口コミ」、「バズの創造」、「メディアの活用」、「ネットワークマーケティング」などと呼ばれてきた。しかし、インターネット上では、良くも悪くも「バイラルマーケティング」と呼ばれている。

### バズマーケティング
バイラルマーケティングと同様に、バズマーケティングは高いプロファイルのメディアを使用して、公衆にブランドや製品について議論するよう促す。バズマーケティングは、消費者の製品やサービスに対する反応と、それに続く推奨が企業によって報酬を与えられずに真正である場合に最も効果的である。バズマーケティングキャンペーンから生成されるバズは「増幅されたWOM」（口コミ）と呼ばれ、バズが消費者によって自然に発生する場合は「オーガニックWOM」と呼ばれる。

### 草の根マーケティング
草の根キャンペーンは個々の顧客を獲得することを目指している。成功した草の根キャンペーンは、潜在的な消費者が注意を払っていることを期待してマーケティングメッセージを普及させることではなく、消費者とブランドの間の個人的なつながりを強調し、ブランドとの持続的な関係を構築する。

### アストロターフィング
アストロターフィングは最も議論の多いゲリラマーケティング戦略の一つであり、製品やサービスをマーケティングする企業にとって逆効果になるリスクが高い。アストロターフィングは人工的な「芝」に由来し、スタジアムやテニスコートでよく使用される - 偽の芝としても知られている。したがって、偽の推薦、証言、推奨はすべて広報部門のアストロターフィングの産物である。アストロターフィングには、オンラインブログやフォーラムで、特定の製品や企業について肯定的な見解を伝えるために報酬を受け取る個人が、その真の動機を明かさずにレビューや議論を通じて人工的なブームを生み出すことが含まれる。これは、消費者がレビューや意見が不誠実で世論を操作していると疑う場合、企業に否定的かつ有害な影響を与える可能性がある。結果として企業の評判が損なわれ、場合によっては訴訟につながる可能性もある。

### ストリートマーケティング
ストリートマーケティングは公共の場所で製品やブランドを宣伝または促進するための非従来型の手段を使用する。主な目標は、消費者にブランドや製品を覚えて思い出すよう促すことである。ゲリラマーケティングの一部門として、ストリートマーケティングは公園、通り、イベントなどの公共の場所で行われるすべてのマーケティング活動に特化している。ストリートマーケティングには、ショッピングカート（米国ではショッピングカート）、公衆トイレ、車や公共交通機関の側面、マンホールのカバー、歩道、ゴミ箱などの屋外広告も含まれる。
ストリートマーケティングは固定印刷形式の広告に限定されない。組織がブランドアンバサダーを使用することは一般的な実践であり、彼らは製品サンプルや割引バウチャーを配布し、ブランドを強調しながら製品に関する質問に答える。ブランドアンバサダーは製品サンプルやデモンストレーション資料を含むキオスクを伴っていたり、「歩く看板」を着ていたりすることがある。消費者との身体的な相互作用は、伝統的な受動的広告よりも大きな影響力を持っている。
ストリートマーケティングは通りの空間だけでなく、通りの想像力も動員するものとして理解されている：ストリートカルチャーやストリートアートの想像力である。若い都市住民は、通りの文化との関連性により、これらのキャンペーンに最も影響を受けやすい標的として頻繁に提示される。
マルセル・ソーセとバーナード・コバによると、ストリートマーケティングは六つの主要なタイプの活動を包含する一般的な用語として使用することができる：
- チラシや製品の配布、この活動はより伝統的であり、ブランドによって使用される最も一般的な形式のストリートマーケティングである。
- 製品アニメーション、これはブランドのイメージを使用して高トラフィックな空間をパーソナライズすることで構成されている。アイデアは新製品やサービスを宣伝するためのマイクロユニバースを作ることである。
- 人間のアニメーション、このようなアクションの目標は、ブランドのメッセージが人間の活動を通じて伝達される空間を作ることである。
- ロードショー、この形式のモバイルプレゼンテーションは、タクシー、自転車、セグウェイなどの輸送手段の開発に基づいている。
- カバーされていないアクション、これらの活動には通りの要素のカスタマイズが含まれる。
- イベントアクション、これらの活動はフラッシュモブやコンテストなどのスペクタクルの形を取る。アイデアは公共イベントの組織を通じて製品、サービス、またはブランド価値を宣伝することである。

## 典型的な手順
まず、企業はビーチ、文化的イベント、学校の近く、スポーツイベント、子供のためのレクリエーションエリアなど、キャンペーンを展開できる公共の場所を特定する。次に、企業は様々なメディアやターゲット市場に接近するための計画を開発する必要がある。注目を集めるために、ストリートマーケティングイベントは異常な活動を含むだけでなく、イベントの一部としてテクノロジーを使用する。目的はキャンペーンの価値を高め、潜在的な消費者の注目を集めることである。
企業はゲリラマーケティングやストリートマーケティングに関わるグローバルなコミュニケーションや相互作用が顧客やメディアに限定されないことを考慮に入れた計画を開発する。また、それらは機会を特定し、製品、市場、競合他社に関する十分な情報を収集するために開発される。企業にとって、顧客が競合他社の提案を選択するのではなく、自社にとどまることが重要である。彼らは市場でのポジションを失わないような革新的な戦略を実施し、ストリートマーケティングを使用する際に、ラジオやテレビなどの他のメディアを通じた他の広告での補完を検討する。
ゲリラマーケティングではさまざまな戦略が使用される。一つの戦略は、売上を増やすためのオファーを提供することである。多くの場合、企業は認知されるために製品やサービスを提供するだけでなく、他のものも無料で提供する。もう一つの例は、募金オファーを提示することである。この戦略のポイントは、学校などの他の組織に資金を提供することで支援することである。ほとんどの企業はこの方法を実施し、売上を増やすだけでなく、コミュニティでの評判やイメージを向上させるためにも行う。最後に、「チームセリング」と呼ばれる戦略があり、これは大多数が若者である人々のグループを形成し、彼らが地域のさまざまな家のドアをノックするというものである。彼らはこれを企業が製品やサービスのプロモーションや販売を支援するために行う。
ゲリラマーケティングやストリートマーケティングを行う際、組織は心理的アプローチに焦点を当てることも考慮する。多くの企業にとって、これは成功しているかどうかを意味する。ストリートマーケティングは顧客の行動と嗜好を知るためにいくつかの心理的側面に焦点を当てている。例えば、特定の心理的領域では、人々の脳がどのように分かれているかを研究している：45％が左脳タイプ、45％が右脳タイプ、10％がバランスの取れたタイプである。左脳タイプの人は論理的になる傾向があり、右脳タイプの人は感情的になる傾向があり、残りは両方の組み合わせである。したがって、企業が提供する製品やサービス、そして顧客のタイプに応じて、企業はストリートマーケティングキャンペーンを管理する方法を決定する。さらに、ほとんどすべての企業は、顧客の間で広めるメッセージの繰り返しに基づいてストリートマーケティングキャンペーンを計画している。繰り返しは心の無意識の部分に関連している。これは決定を下す責任者である。これにより、人々は何を選ぶか、何を買うかを知ることができる。企業は、キャンペーンに注目する人が多いほど、そのキャンペーンが記憶される可能性が高くなるという原則に従っている。
企業がバイラル、アンビエント、アンブッシュ、ストリート、ステルスなどのゲリラマーケティングキャンペーンを実施することを決定する場合、彼らにとっての焦点は目標を達成することである。彼らの主な目標は：
- ブランドが製品とともに確立するのを助ける口コミに役立つ十分なバズを作り出すこと
- 顧客/消費者の五感のアイデンティティのほとんどに触れ、ブランドとの個人的な体験を向上させ、良い評判を構築すること
- 日常の中でブランドを彼らのもとに持っていくことで、ターゲットに成功裏に到達すること

企業とターゲットの間で共有される体験と一時的な感情を通じて、広告主と代理店は出会いを超えて響く親密感を生み出す。この近さの感覚は、影響を受けた個人がソーシャルメディアを通じてインターネット上でこの出会いを再体験するにつれて、より持続的になる。

## 戦略
ゲリラマーケティングのプロモーション戦略は、ジェイ・コンラッド・レビンソンの著書『ゲリラマーケティング』（1984年）で初めて特定された。この本では当時使用されていた何百もの「ゲリラマーケティング武器」が説明されている。ゲリラマーケターは、製品やサービスに対する公衆の関心を維持するために、非従来型のプロモーション方法を考案する上で創造的である必要がある。レビンソンは、ゲリラマーケティング戦術を実施する際に、小規模組織や起業家が実際に有利な立場にあると書いている。しかし、最終的にはゲリラマーケターは「商品を届ける」必要がある。『ゲリラマーケティングハンドブック』の中で、著者らは次のように書いている：「...製品やサービスを販売するためには、企業は顧客との関係を確立する必要がある。信頼を構築し、顧客のニーズをサポートし、約束された利益を提供する製品を提供する必要がある...」

## オンラインゲリラマーケティング
ウェブはゲリラマーケティングの例で溢れており、特に成功したキャンペーンが登場するまで、多くの人々はその存在に気づかないほどである。インターネットユーザーの即時満足の欲求は、企業がウェイトマーケティングとゲリラ戦術を組み合わせることでゲリラマーケティングの道を提供する。簡単な例としては、「ロード中」ページや画像のalt属性を使用して、アクセスしようとしているコンテンツを待っているユーザーに楽しいまたは有益なメッセージを表示することがある。ウェブ上で何もせずに待っているのを嫌うユーザーにとって、このように彼らの注意を引くことは必須であり、容易である。他のウェブサイトの方法には、魅力的なランディングページなどの興味深いウェブ機能が含まれる。
多くのオンラインマーケティング戦略はまた、FacebookやLinkedInなどのソーシャルメディアを使用してキャンペーンを開始し、共有可能な機能やイベントをホストする。他の企業は、ユーザーに自社の製品に関連するコンテンツを共有または作成するよう奨励するコンテストや割引を実施している。バイラルビデオは、企業がインターネットユーザーが共有して楽しむ可能性が高い、彼らのサービスや製品を控えめに宣伝する楽しいまたは驚くべきビデオを撮影する、非常に人気のあるゲリラマーケティングの形式である。Googleのような一部の企業は、関心と関与を喚起するためにテーマ付きGoogleロゴゲームのようなインタラクティブ要素を作成している。これらの動的なゲリラマーケティングの戦術は、世界的にニュースとなり、企業に相当な宣伝をもたらす可能性がある。

## 例
ゲリラマーケティングやストリートマーケティング戦略を実施したさまざまな組織がある。その大部分は小企業だが、ゲリラマーケティングやストリートマーケティングの環境に関わってきた大企業もある。小企業と大企業の両方が実行に移した戦略の例のほとんどには、着ぐるみを着た人、チケットの配布、サンプルを提供する人々などが含まれる。
前述のように、多くの企業が使用しているゲリラマーケティングの従来の方法の一つは、チラシを提供することである。目標は、企業が何をしているかについて顧客に認識させることである。この例の一つは、モントピリア (バーモント州)で行われたもので、ニューイングランド料理学院（NECI）が学生のグループを映画館に送り、400枚のチラシを配布した。チラシにはクーポンが付いており、NECIは人々を毎月のテーマディナーに招待していた。もう一つの企業、ボストンのカンフー太極拳クラブは、新聞に広告を掲載する代わりにチラシを配布することを選択した。チラシの目的は、同社の女性向け護身術クラスを宣伝することだった。
他の企業は、通りで物事を宣伝するために変装した人々を派遣する手法を適用している。例えば、Match.comはマドリードの「フェリア・デル・リブロ」（「ブックフェア」）でストリートマーケティング活動を企画した。それは王子様の格好をした男性が「本当の愛」を探して群衆の中を歩き回るというものだった。彼はガラスの靴を持ち、何人かの人にその靴を試着させることもあった。彼の後ろにいた女性は、「時代は変わった；恋を見つける方法も」や「あなたはずっと恋愛物語を読んできた；Match.comであなた自身の恋を体験しよう」などのメッセージが書かれたしおりを人々に配っていた。また、マドリードとバルセロナでは、ノキアが5500と5700の携帯電話を宣伝するために「アベストルズ」（「ダチョウ」）と呼ばれるキャンペーンを展開した。このキャンペーンでは、実物大のダチョウの人形のグループが若者と交流し、これらの携帯電話が高品質のMP3再生を提供することを知らせようとした。人形は自分の電話を持ち、音楽を聴いていた。若者が現れると、人形は携帯電話の品質を見せるために彼/彼女の注意を引こうとした。ノキアがダチョウを使用することにした理由は、彼らが大きな動物であり、人々が簡単に彼らに注目できるからだった。
さまざまなイベントへのパスやチケットを配布する企業もある。例えば、ソニーはプロモーターと連携し、彼らに公開会議に潜入するよう指示している。彼らがしなければならないのは、同社が後援するコンサートや他の音楽イベントへの無料チケットを配布することである。もう一つの例は、スペインの企業Clickair（イベリア航空の延長）で、バルセロナの通りを通ってユーロの格好をした5人のグループが歩くというキャンペーンを展開した。グループはさまざまなClickair目的地を宣伝するために約3,000枚のチケットを提供していた。必要な情報を含むテキストメッセージを最初に送った人々は無料のチケットを獲得し、旅行に行くことができた。最終的に、同社は合計3,390メッセージを受信した。
これらの例とともに、さらに異例のストリートマーケティング技術がある。Lee Jeansは、パリのリュ・デ・ロジエに新店舗をオープンした際にプロモーションを行ったフランスのジーンズ販売会社である。彼らが適用した方法は、デニムやデニムアクセサリーを近隣のさまざまな通りに配布するというものだった。さらに、イタリアでは、任天堂の会社のメンバーがWiiコンソールを宣伝するためにポストイットを使用するキャンペーンを実行に移した。彼らはさまざまなビデオゲームのキャラクターの形のポストイットを何枚か貼った。それらの画像は通りにビルボードのように配置された。「Wii not forget」、キャンペーンの名前と簡単な説明がポストイットに書かれていた。
場合によっては、一部のストリートマーケティングが地元当局の怒りを招くことがある；このような例はテキサス州ヒューストンであり、BMWの広告代理店（ミネアポリスのStreet Factory Media）がダウンタウンのビルの側面にスタイロフォーム製のミニクーパーのレプリカを取り付けた。小額の市発行の罰金を支払うことで、同社はヒューストン・クロニクルの一面広告を獲得した。
ソニーモバイルコミュニケーションズは2002年に、ジョナサン・マロンが先導した潜入キャンペーンを使用し、10の主要都市で60人の俳優を雇い、見知らぬ人に「写真を撮ってもらえませんか？」と声をかけさせた。俳優はその後、新しいデバイスがいかにクールかについて話しながら、ターゲットに真新しいカメラ付き携帯電話を手渡した。このように、日常的な活動がブランディングイベントに変換された。
ゲリラマーケティングは小企業だけのものではない。大企業にとっては、ハイリスク・ハイリワード戦略である。成功すれば、追加の市場シェアを獲得できるが、失敗すれば企業のブランドイメージを損なう可能性がある。成功したゲリラマーケティングキャンペーンの一つはコカ・コーラの「ハピネスマシン」である。2010年1月、コカ・コーラはディフィニション6の助けを借りて、セント・ジョンズ大学 (ニューヨーク)の予期せぬ学生たちに「幸福の用量」を分配するコークの自動販売機のリアクションビデオを撮影した。一見普通の自動販売機が、取引していた以上のものを分配することで学生を驚かせた。学生は追加のコーラ、ピザ、花から12フィートのヒーローサブまで様々なアイテムを受け取った。「小さな、驚きの幸福の瞬間を通じて消費者にインスピレーションを与えるというコークの目標」とポール・イアナッキーノ・ジュニア（ディフィニション6のクリエイティブディレクター）は述べた。わずか6万ドルの予算で、ビデオは最初の週に50万回の視聴を生み出した。現在までに700万回以上の視聴がある。このキャンペーンは非常に人気だったため、映像の30秒編集版がアメリカン・アイドルの19シーズンで紹介された。コカ・コーラの「ハピネスマシン」はまた、ニューヨーク市で開催された第51回年次賞の晩餐会でCLIOの権威あるゴールドインタラクティブ賞を受賞した。キャンペーンの成功後、コカ・コーラは「ハピネス」のテーマを継続することを決定し、それ以来同様のビデオをリリースしている。

## 戦略的リスク
ゲリラマーケティングの性質上、誤解を避けるためにメッセージと目的を明確に定義する必要がある。ターゲットとする視聴者によるプロモーションを意図したメッセージの誤解はリスクである。口コミ広告は常に十分に焦点を当てたままで意図されたメッセージを提示するわけではない。口コミマーケティングの噂のような広がりは、一度解放されると制御不能であり、メッセージの誤表現やブランドに関する混乱につながる可能性がある。
もう一つのリスクには、誤った時間（または誤った場所）でのイベントが含まれ、それが実際には消費者の利益に反していると認識される可能性がある。例えば、2007年1月31日に行われた不適切なプロモーションでは、アニメシリーズ『アクア・ティーン・ハンガー・フォース』を宣伝するために、点滅する発光ダイオード漫画のキャラクターを備えたいくつかの磁気回路基板がボストン周辺の金属表面に取り付けられた。回路基板は誤って爆発装置と見なされた。警察が装置を調査、除去、（場合によっては）破壊する際に、いくつかの地下鉄駅、橋、インターステート93の一部が閉鎖された。
一部のゲリラマーケティングは地元当局の怒りを招く可能性がある。そのようなリスクが評価され、それでもなお価値があると考えられることがある。このような例は、テキサス州ヒューストンであり、2013年1月にBMW自動車の広告代理店であるStreet Factory Mediaがダウンタウンのビルの側面にスチロフォーム製のミニ (BMC)クーパーのレプリカを取り付けた。市発行の小額の罰金を支払うことで、同社はヒューストン・クロニクルの一面広告を獲得した。
マーケターが潜入キャンペーンを適切に実行することができない場合、もう一つの問題が発生する。彼らは相当のバックラッシュのリスクを抱えている。この例は、ジパトーニを用いたソニー・エンタテインメントのオンラインでの失敗に見出すことができる。同社はステルスマーケティングキャンペーンを通じてジパトーニを宣伝しようとしたが、インターネットコミュニティによってすぐに検出され、ソニーはビデオゲーム愛好家からすぐにバックラッシュを経験することになった。
ストリートアートはこのように破壊的な活動であり、コミュニケーション方法を再構築する、むしろ逆説的な表現形式を発明し、公共の場所を乗っ取る。これらはすべてストリートマーケティングの実践に情報を提供している。したがって、そのようなアーティストの作品に触発されている通りでのマーケティングは、代理店や広告主が一般的に準備されていない制約と法定リスクをもたらす。主な問題は、定義上、ストリート動員キャンペーンでは公共スペースの使用が必要であり、その使用は合法であるために政府当局によって承認されなければならないということである。これはチラシを配布するような単純な操作と同様に、製品や人々を動員するためのものであり、もちろん偽装されたキャンペーンにも当てはまる。
このようなキャンペーンを実行するために必要な承認は、計画を実現するために割り当てられた時間内に取得するのが非常に困難であることが多い。安全上の理由から多くの潜在的な操作が承認を得ることができなかったり、特定の都市部ではゲリラマーケティングキャンペーンを実施することが明示的に禁止されていたりする場合もある。このような場合、多くの代理店や広告主は単に操作を進めることを選択し、つまり承認なしで行動することを選ぶ。このような選択はどのようにして行われ、どのような根拠に基づいているのか？どのように正当化されるのか？この選択が操作のパフォーマンスとコストにどのような影響を与えるのか？この選択は代理店と広告主の関係にどのような変化をもたらすのか？これらは今日のストリートマーケティング操作の開発において提起される主な質問である。

## 低コスト
景気が低迷している経済において、ゲリラマーケティングは企業に他社よりも比較優位性を与えるための増加する解決策である。企業が縮小しコストを削減している時期に、企業はゲリラマーケティングを従来のマーケティングよりも安価な戦略として検討する。マーケティングプロセスにお金を投資する代わりに、ゲリラはエネルギー、時間、創造性を投資する。成功すれば、企業はより小さなマーケティング予算で利益と成長のための従来の目標を達成することができる。そのような例の一つは『ブレア・ウィッチ・プロジェクト』である。映画学生のグループがアマチュアのホラー映画を撮影した。架空の「ブレア・ウィッチ」に関する噂を広めることに専念したインターネットキャンペーンを立ち上げることで、映画に多くの関心を生み出した。予算5万ドルで、映画は世界中で2億5000万ドルの興行収入を上げた。
ジェイ・レビンソンによると、ゲリラマーケティングは購入後に顧客を無視するのではなく、顧客フォローアップを強く強調しているとのことである。顧客フォローアップに焦点を当てることは、新規顧客への販売コストが既存顧客への販売コストの6倍高いためより安価な戦略である。厳しい経済では、販売ではなく関係構築に焦点を当て、グループではなく個人を対象にすることが重要である。これにより、リピート販売、紹介、購入サイズの増加が促進される。フォローアップツールとしての電話の使用は、顧客関係の改善に役立つ。電子メールも関係を維持するための安価なツールである。電子メールは人々を会社のウェブサイトに誘導するために使用することができる。その後、サイトは情報を提供し、販売を促進するために使用することができる。

### 手法
- ストリートアート
- ビラ貼り（英語版）
- ウィートペースト（英語版）
- 落書き